# Teoría del gran impacto

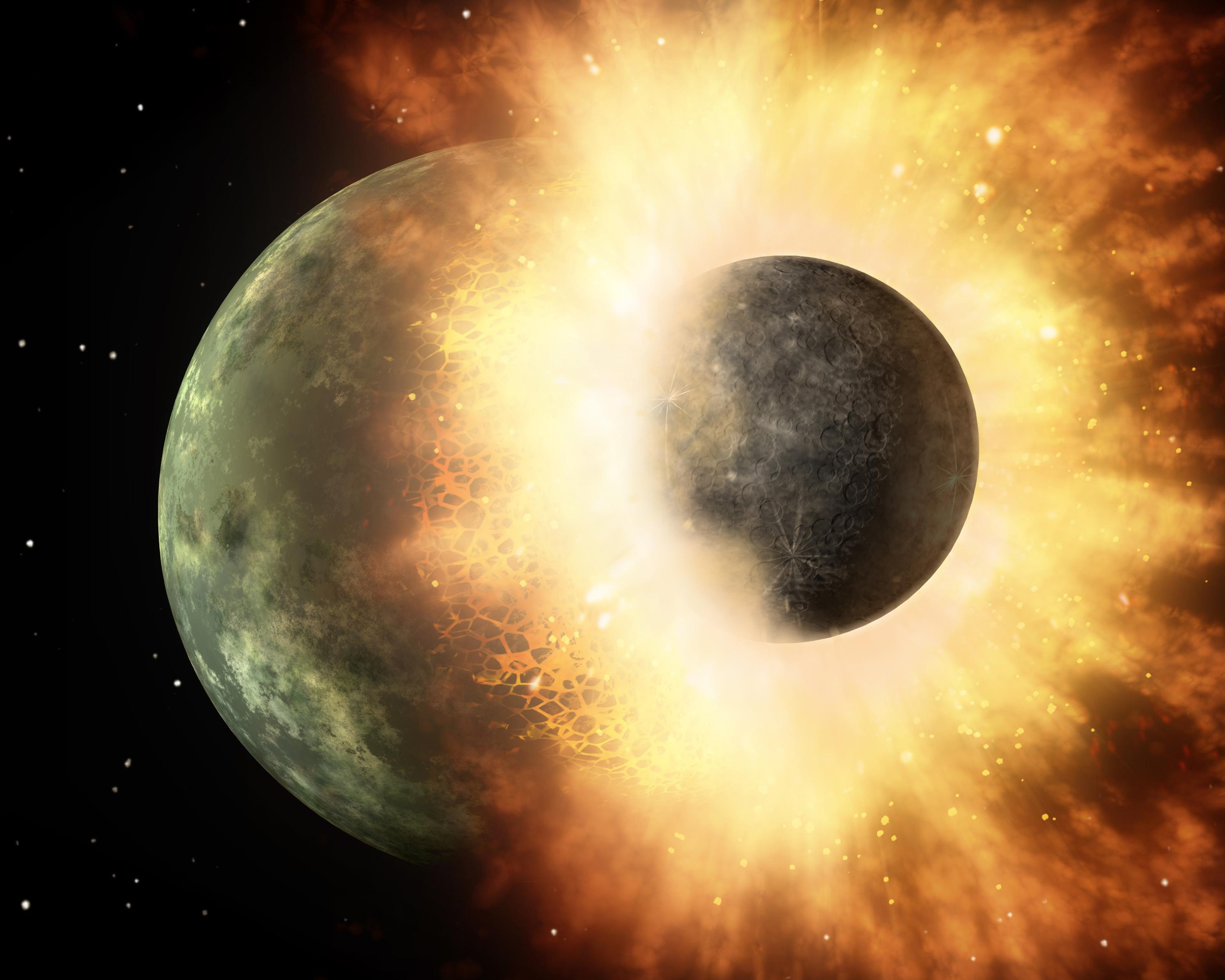
Representación artística del impacto gigante que es la hipótesis de cómo se formó la Luna

La teoría del gran impacto (en inglés Giant Impact Hypothesis, Big Whack o Big Splash) es la teoría científica más aceptada para explicar la formación de la Luna, que postula que se originó como resultado de una colisión entre la joven Tierra y un protoplaneta del tamaño de Marte, que recibe el nombre de Tea (o Theia)u ocasionalmente Orpheus u Orfeo. El nombre de Theia proviene de la mitología griega, ya que Theia o Tea era la titánide madre de la diosa lunar Selene. La hipótesis se planteó por primera vez en una conferencia sobre satélites en 1974 y luego fue publicada en la revista científica Icarus por William K. Hartmann y Donald R. Davis en 1975.

## Tea

El gran impacto visto desde el polo sur terrestre

Una de las hipótesis plantea que Tea se formó en un punto de Lagrange respecto a la Tierra, es decir, aproximadamente en la misma órbita pero 60° por delante (L4) o por detrás (L5). Conforme a lo sugerido en el año 1772 por el matemático Joseph-Louis de Lagrange, existen cinco puntos en la órbita terrestre en donde los efectos de la gravedad del planeta se anulan en relación con los del Sol. Dos de los puntos de Lagrange (L4 y L5), situados a 150 millones de kilómetros de la Tierra, son considerados estables y por tanto son zonas con potencial para permitir la acreción planetaria en competición con la Tierra. Fue en el punto L4 donde se piensa que Tea comenzó a formarse en el eón Hadeico.
Cuando el protoplaneta Tea creció hasta un tamaño comparable al de Marte. Unos 20 o 30 millones de años después de su formación,[cita requerida] se volvió demasiado masivo para permanecer de forma estable en una órbita troyana. La fuerza gravitacional impulsó a Tea fuera del punto de Lagrange que ocupaba, al mismo tiempo que la fuerza de Coriolis empujaba al protoplaneta de vuelta al mismo. Como consecuencia de ello, su distancia angular a la Tierra comenzó a fluctuar, hasta que Tea tuvo masa suficiente para escapar de L4.

## Formación de la Luna
Mientras Tea se encontraba atrapada en la órbita cíclica, la Tierra tuvo tiempo para estructurarse con núcleo y manto, como hoy en día. Tea también podría haber desarrollado alguna estratificación durante su estadio en L4. Cuando Tea creció lo suficiente para escapar del punto de Lagrange, entró en una órbita caótica y la colisión de ambos planetas se hizo inevitable, dado que ambos planetas ocupaban la misma órbita. Se piensa que el impacto pudo haber acontecido unos cientos de años después del escape definitivo. Se ha calculado que esto ocurrió hace 4 533 millones de años. Se cree que Tea impactó contra la Tierra con un ángulo oblicuo a una velocidad de 40 000 km/h, destruyéndose a sí misma y expulsando su mayor parte del manto y una fracción significativa del de la Tierra hacia el espacio. El núcleo de Tea se hundió dentro del núcleo terrestre.
Ciertos modelos muestran que la colisión entre ambos cuerpos fue rasante y que Tea quedó en una órbita baja, estando unida con la Tierra por un puente de materia. Posteriormente se alejó hasta varios diámetros terrestres para volver a chocar con la Tierra, destruyéndose en el acto.
Las condiciones existentes en el entorno terrestre tras el impacto fueron muy extremas, con el planeta fundido en su totalidad y rodeado por una atmósfera de roca vaporizada a 4000 °C que se extendía hasta una distancia de ocho radios terrestres.
Las estimaciones actuales basadas en simulaciones por ordenador de dicho suceso sugieren que el 2% de la masa original de Tea acabó formando un disco de escombros, la mitad del cual se fusionó para formar la Luna entre uno y cien años después del impacto. Independientemente de la rotación e inclinación que tuviera la Tierra antes del impacto, después de este, el día habría tenido una duración aproximada de cinco horas y el ecuador terrestre se habría desplazado más cerca del plano de la órbita lunar.
Es posible, de acuerdo con diversas simulaciones, que se hubieran formado dos satélites a una distancia de 20 000 kilómetros de la Tierra. Sin embargo, la luna interna acabaría colisionando de nuevo con nuestro planeta o chocando con la otra 1 000 años después de su formación. Esta última hipótesis explicaría la diferencia existente entre la cara visible de la Luna y su cara oculta, proponiendo que la segunda luna habría tenido un diámetro aproximado de 1 200 kilómetros —más grande que el planeta enano Ceres— y que se hallaría en uno de los puntos de Lagrange de la órbita lunar de entonces, en el cual permanecería durante millones de años hasta que su órbita se desestabilizó para acabar colisionando con la mayor de las lunas en lo que hoy es la cara oculta. Dicha colisión se habría producido a una velocidad relativamente baja (2-3 km/s), de modo que el objeto impactante no habría formado un cráter sino que, tras el impacto, su destrucción habría cubierto con materiales rocosos el hemisferio alcanzado.

## Evidencias
Evidencias indirectas de este escenario de impacto provienen de las rocas recogidas durante las misiones Apolo, que muestran que la abundancia de los isótopos de oxígeno (16O, 17O y 18O) es prácticamente igual a la que existe en la Tierra.
La composición de la corteza lunar, rica en anortosita, así como la existencia de muestras ricas en KREEP, apoyan la idea de que en un pasado una gran parte de la Luna estuvo fundida, y un gigantesco impacto pudo aportar la energía suficiente para formar un océano de magma de estas características. Distintas evidencias muestran que si la Luna tiene un núcleo rico en hierro, este ha de ser pequeño, menor de un 25% del radio lunar, a diferencia de la mayor parte de los cuerpos terrestres en donde el núcleo supone en torno al 50% del radio total. Las condiciones de un impacto dan lugar a una Luna formada mayoritariamente por los mantos de la Tierra y del cuerpo impactante —con el núcleo de este último agregándose a la Tierra— y satisfacen las restricciones del momento angular del sistema Tierra-Luna.

## Dificultades

Animación que muestra cómo la órbita de Tea dejó de ser estable para acabar impactando con la Tierra

A pesar de ser la teoría dominante para explicar el origen de la Luna, existen varios interrogantes que no han sido resueltos. Entre estos se incluyen:
- Las relaciones entre los elementos volátiles en la Luna no son consistentes con la hipótesis del gran impacto. En concreto cabría esperar que la relación entre los elementos rubidio/cesio fuera mayor en la Luna que en la Tierra, ya que el cesio es más volátil que el rubidio, pero el resultado es justamente el contrario.[5]
- No existe evidencia de que en la Tierra haya existido un océano de magma global (una consecuencia derivada de la hipótesis del gran impacto), y se han encontrado materiales en el manto terrestre que parecen no haber estado nunca en un océano de magma.[5]
- El contenido del 13% de óxido de hierro (FeO) en la Luna (superior al 8% que tiene el manto terrestre) descarta que el material proto-lunar pueda provenir, excepto en una parte pequeña, del manto de la Tierra.[6]
- Si la mayor parte del material proto-lunar proviene del cuerpo impactante, la Luna debería estar enriquecida en elementos siderófilos, cuando en realidad es deficiente en ellos.[7]
- Ciertas simulaciones de la formación de la Luna requieren que la cantidad de momento angular del sistema Tierra-Luna sea aproximadamente el doble que en la actualidad. Sin embargo, estas simulaciones no tienen en cuenta la rotación de la Tierra antes del impacto, por lo que algunos investigadores consideran que esto no es evidencia suficiente para descartar la hipótesis del gran impacto.[8][9]